# Mangole (eiland)
Mangole is een eiland in de Soela-groep (samen met Taliabu en Sanana) in de westelijke Molukken. Het is 1196 km² groot en het hoogste punt is 1061 m. Ten oosten van het eiland, aan andere kant van de Straat Tjapaloeloe, ligt het eiland Taliabu. Ten zuiden ligt de Straat Mangole met aan de andere kant het eiland Sanana

## Fauna
De volgende zoogdieren komen er voor:
- Suncus murinus (prehistorisch geïntroduceerd)
- Wild zwijn (Sus scrofa) (prehistorisch geïntroduceerd)
- Polynesische rat (Rattus exulans) (geïntroduceerd)
- Babiroesa (Babyrousa babyrussa)
- Strigocuscus pelengensis
- Rattus elaphinus
- Acerodon celebensis
- Cynopterus brachyotis
- Dobsonia viridis
- Macroglossus minimus
- Nyctimene cephalotes
- Pteropus caniceps
- Rousettus celebensis
- Thoopterus nigrescens
- Emballonura alecto
- Hipposideros cervinus
- Miniopterus pusillus